# Време да убиваш (филм)
Време да убиваш (на английски: A Time to Kill) е американски филм от 1996 година, адаптация на едноименния роман на Джон Гришам от 1989 година.
Действието във филма се развива в измисления град Клантън, окръг Форд, Мисисипи. Филмът е заснет в град Кантън.

## Актьорски състав
| Роля                      | Актьор               |
| ------------------------- | -------------------- |
| Джейк Бригънс             | Матю Макконъхи       |
| Елън Роарк                | Сандра Бълок         |
| Карл Лий Хейли            | Самюъл Джаксън       |
| Руфъс Бъкли               | Кевин Спейси         |
| Карла Бригънс             | Ашли Джъд            |
| Ози Уолс                  | Чарлс С. Дътън       |
| Люсиен Уилбанкс           | Доналд Съдърланд     |
| Фреди Лий Кобб            | Кифър Съдърланд      |
| Съдия Омар Нуус           | Патрик Макгоохан     |
| Хари Рекс Вонър           | Оливър Плат          |
| Етей Туити                | Бренда Фрикър        |
| Дуейн Луни                | Крис Купър           |
| Тоня Хейли                | Рей Ван Ларимур Кели |
| Стъмп Сисън               | Къртууд Смит         |
| Били Рей Кобб             | Ники Кат             |
| Джеймс Луис „Пийт“ Уилърд | Дъг Хътчисън         |
| Тим Нънли                 | Джон Дийхъл          |
| Д-р Уилбърт Роудхийвър    | Антъни Хийлд         |
| Д-р Уилърд Тайрел Басс    | М. Емет Уолш         |

## Награди и номинации
- Самюел Л. Джаксън е номиниран за Златен глобус за най-добър поддържащ актьор.
- Сандра Бълок печели Награда Blockbuster Entertainment за „Любима актриса в трилър“.
- Сандра Бълок е номинирана за 1997 Филмова награда на MTV за „Най-добра женска роля“.
- Матю Макконъхи печели Филмова награда на MTV за „Най-добро пробивно изпълнение“.
- Филмът е номиниран за награда Златна малинка за „Най-лош филм с бюджет над 100 милиона долара“.